# Aakia
Aakia là một chi cỏ đơn loài thuộc Họ Hòa thảo. Loài này được phát hiện ở Trung Mỹ và chỉ chứa một loài duy nhất là Aakia tuerckheimii. Loài này được J.R. Grande mô tả trong Phytoneuron năm 2014.